# Kroj německých Jihomoravanů
Kroj německých Jihomoravanů (Dyjanů, německy Thayner) tzv. Frakl se velmi podobal kroji přilehlých oblastí Dolního Rakouska, se kterým tvořila oblast jižní Moravy odpradávna na řece Dyji jeden kulturní celek. Z 1. poloviny 20. století se po odsunu německých Jihomoravanů nezachovaly skoro žádné obrazové materiály. Regionální rozdíly mezi západní a východní oblastí jižní Moravy dokládají popisy krojů ze Slavonicka a Drnholecka. Drobné rozdíly se vyskytovaly i od vesnice k vesnici.

## Mužský kroj
Němečtí sedláci si oblékali na všední den světlemodrý po stranách rozstřižený kratší kabát a na neděli do kostela delší téhož střihu s rukávy u rukou rozstřiženými a se dvěma knoflíky na zapínání, doplněný manšestrovou vestou, která byla dopnuta olověnými knoflíky „bumbeláky". Na krku nosili uvázaný černý šátek. Obouvali střevíce s přezkami. Úzké kalhoty, žluté (také černé) koženky se širokým puntem sahaly po kolena a doplňovaly je modré nebo bílé punčochy. Na hlavě nosili velký černý plstěný klobouk a pod ním černou noční čepici (Nachthaube). Ještě kolem poloviny 19. století nosívali muži beraní kožich, v zimě s kožichem dovnitř a v létě ven. Zimní obuv sestávala z vysokých bot z ovčí kůže, tzv. boty s kápěmi, jež se vyhrnovaly až nad kolena. Ve druhé polovině 19. století se prosazují prvky městského oblečení, kabát se zkracoval a kalhoty prodlužovaly, krempa klobouku zužovala. Charakteristickým prvkem jihomoravských německých sedláků byl krátký kostkovaný pracovní kabátek z bavlny nebo vlny bez podšívky (v různých regionálních barvách) a šmolkově modrá zástěra, která mohla být dlouhá nebo polodlouhá a kterou nosili speciálně nařasenou a jedním koncem zastrčenou do pasu u kalhot.

## Ženský kroj

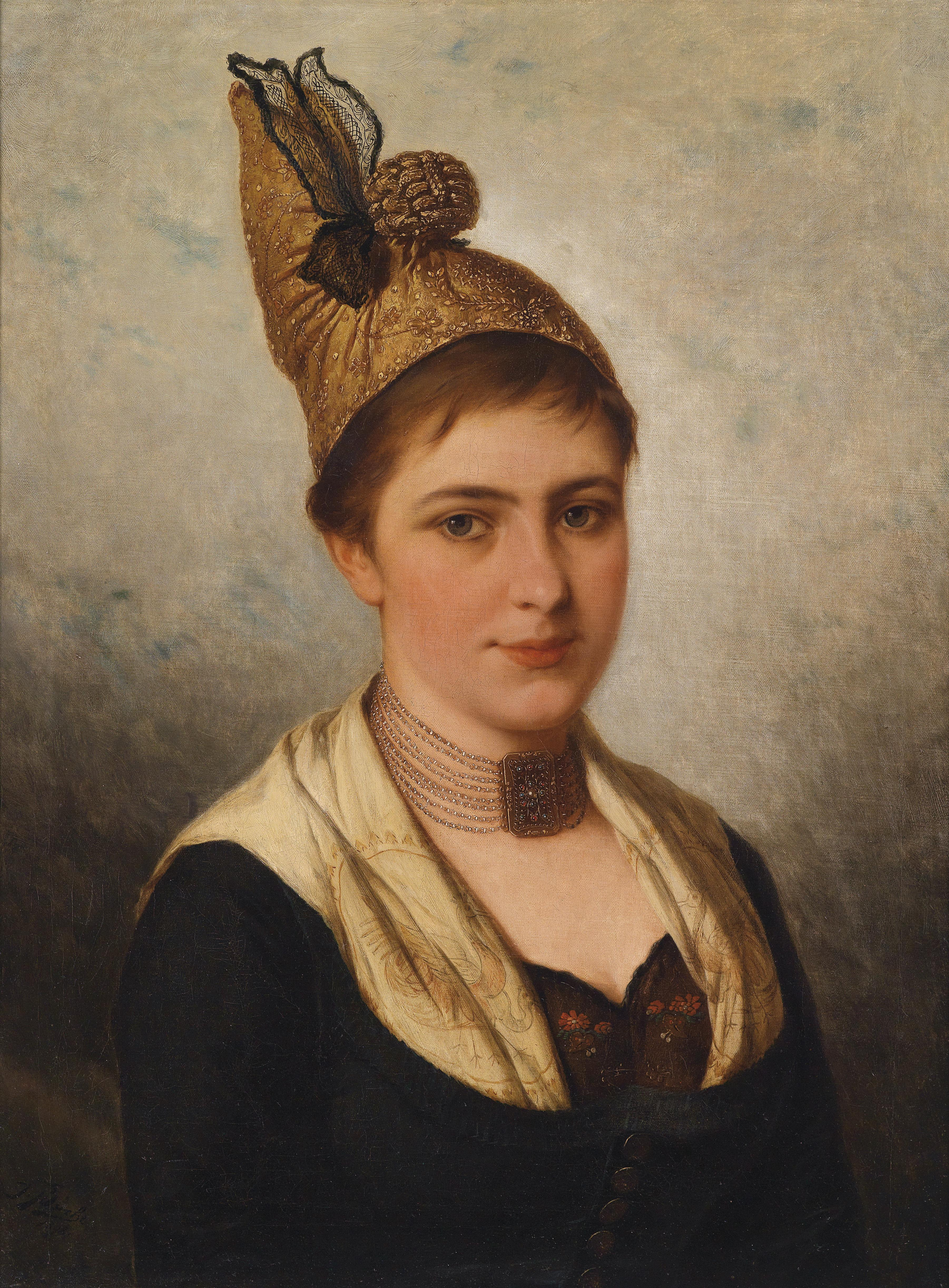
Josef Büche: Junge Frau in Tracht mit Goldhaube (Mladá žena v kroji ve zlaceném čepci)

Ženské šaty tvořila od roku 1850 velmi široká, v pase nařasená a ke kotníkům dlouhá černá nebo namodralá sukně (Kidl). Podle ročního období a společenské příležitosti se uvazovala na mnoho dalších sukních nebo spodničkách. Přes sukni se nosila stejně dlouhá modrá zástěra z hedvábí nebo z látky s hedvábným leskem, zdobená krajkou, někdy nařasená. Horní část těla zahaloval vypasovaný sametový fěrtoch (Schösselfrack), který krášlily černé sametové stuhy, řasené borty, černé krajky, často bohatě vyšívaný zlatem a hedvábím. Nosil se dopnutý až ke krku (Haftl zapínaní). Tento kabátek se šil s nabíranými rukávy (baňkami), dříve s dlouhým a později s kratším šosem. Na sukni a kabátek se kupovaly vždy velmi drahé látky v tlumených barvách: černé hedvábí, tmavě modrý brokát, hnědý nebo tmavě zelený žakár, červené, modré nebo zelené hedvábí speciálně upravené se světelným efektem (changierende Seide). V zimně se šilo z těžkých vlněných látek. K tomuto slavnostnímu tmavému či černému oblečení (Frackl-Kleid) si ženy obouvaly černé polovysoké, šněrovací střevíce.
Pod kabátkem si ženy tvarovaly postavu živůtkem (Leibl), v zimě doplněným košilí s dlouhým rukávem, v létě s krátký rukávem ozdobený u krku a na rukávech ažurou (Pfoad). Živůtek se šil většinou z barchetu nebo z lepší sypkoviny, batistu. Zapínal se jak vpředu, tak vzadu a to buď na knoflíky, nebo se šněroval. Kolem roku 1920 nosily živůtek ženy ještě podoma nebo ve velkých vedrech na poli. Před rokem 1850 se živůtek vyráběl z barevného hedvábí nebo bavlny, částečně nebo bohatě zdobený jako vrchní šněrovačka. Košile se v pracovní dny jen stáhla u krku a v neděli měla bílé široké bohatě vyšívané rukávy a límec. Hlavu zdobily skvostné a drahocenné zlaté čepce (až po 100 zlatých), zejména Znojmo a Retz. Před rokem 1850 byl oděv hodně pestrý, dokonce i střevíce měly na špičkách výšivku. Zlatě vyšívané čepce vystřídaly černé šátky ozdobené v cípu uprostřed. Do roku 1860 se zavazovaly na šíji a později pod bradou. Tmavý a důstojný dirndl nazývaný také Frakl-Kleid se udržel na jižní Moravě až do roku 1945.
U tak bohatě nařaseného ženského kroje se dal těžko oblékat v zimě kabát, proto ženy za chladného počasí nosívaly velký vlněný šátek na prsou překřížený a vzadu uvázaný na dva cípy. Šátek byl dostatečně veliký, takže se dal nosit přes hlavu a chránil tak i trup, ruce a záda. V létě za prudkého slunce si ženy zasouvaly karton do přední části šátku. Ten pak v šátku vytvářel pevnou stínicí část podobnou kšiltu. Šátky v létě měly světlou barvu a při práci na poli se nosily stažené dopředu tak, aby dostatečně stínily.

## Zlacený čepec
Zlacené čepce nosily především ženy na jihu Německa a v rakouských oblastech. Na začátku 17. století charakterizovaly ženský měšťanský stav, později se rozšířily i na venkově. Čepce byly bohatě vyšívané nebo tkané z hedvábných zlatých nití, poseté zlatými flitry a krajkami. Zachovalo se i několik čepců ze Znojemska. Čepce se odlišovaly svými regionálními zvláštnostmi (Münchner Riegelhaube, Reginahaube, Radhaube in Schwaben, Kranl, Nürnberger Flinderhaube, Linzer Goldhaube, Wachauer „Brettlhaube“).
Vymíráním kroje jako takového se dostaly zlacené čepce postupně do zapomnění. Dnes je jejich tradice znovu oživována. Existují kurzy, kde je možno se výrobě čepců naučit. Tato rukodělná práce je velmi náročná a výroba takového čepce obnáší až 300 hodin. Tomu také odpovídají vysoké ceny těchto čepců. Nošení zlacených čepců lze nově pozorovat v Horním Rakousku a kolem města Salcburk, kde je ženy nosí při církevních svátcích.

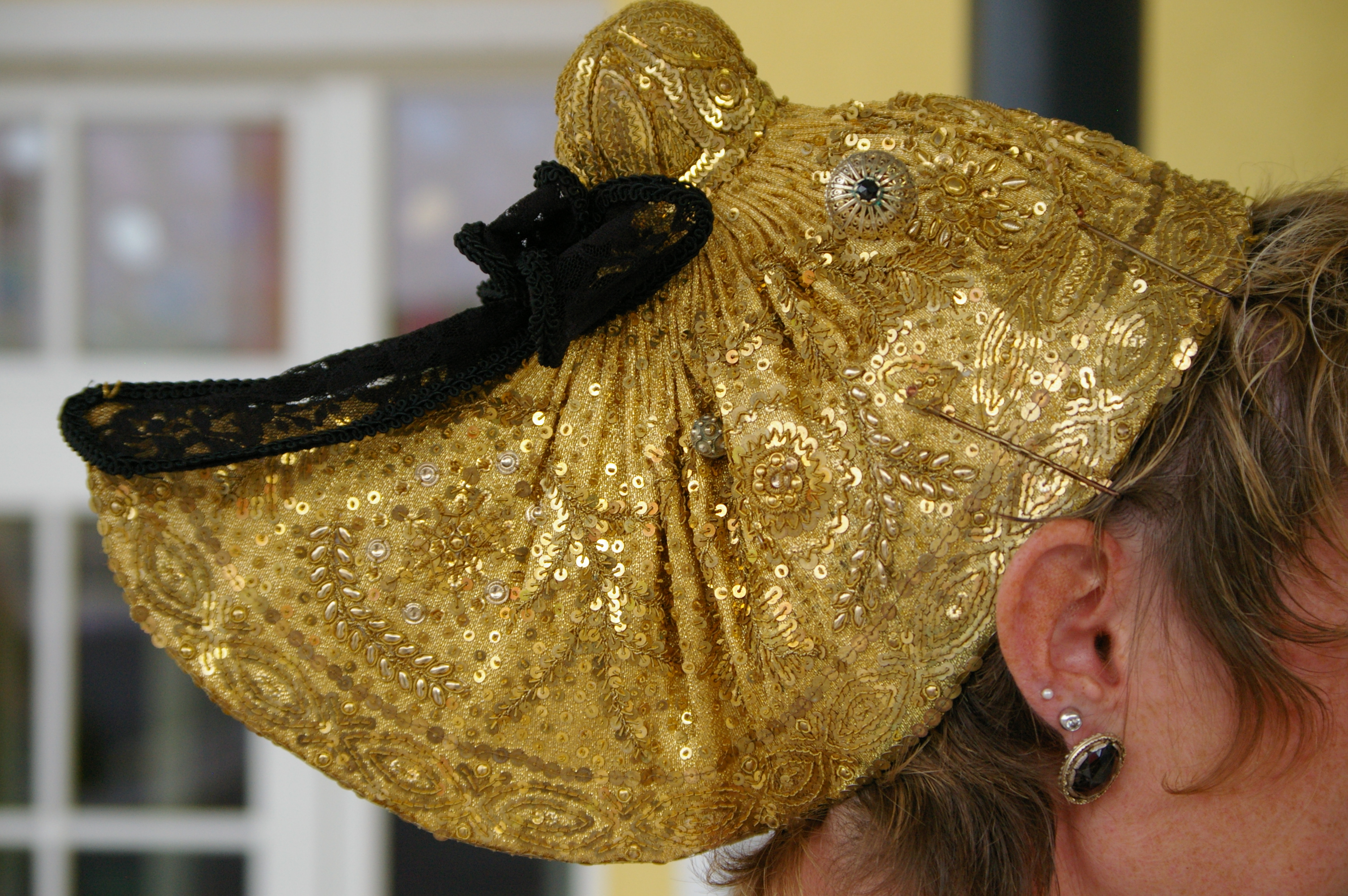
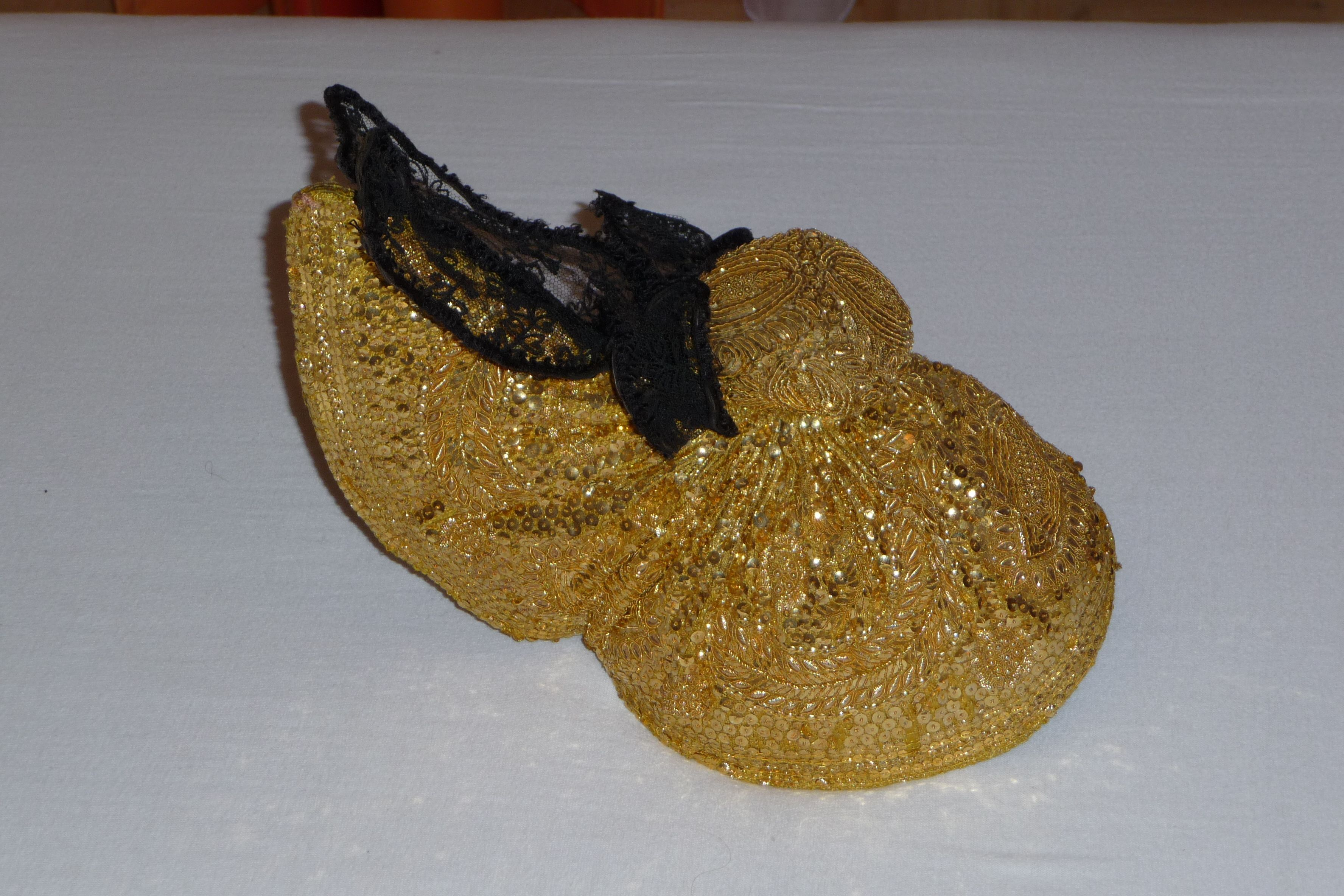
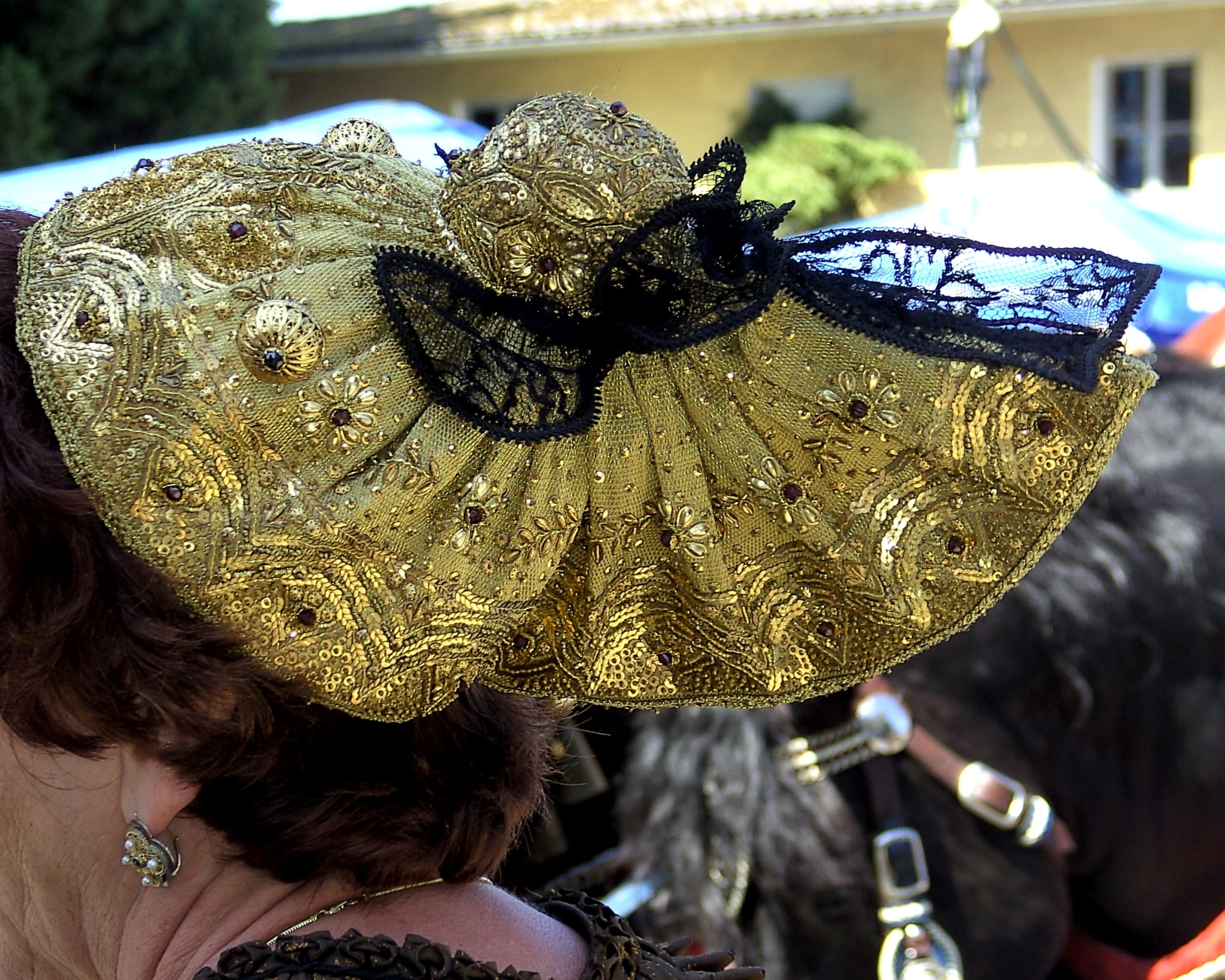
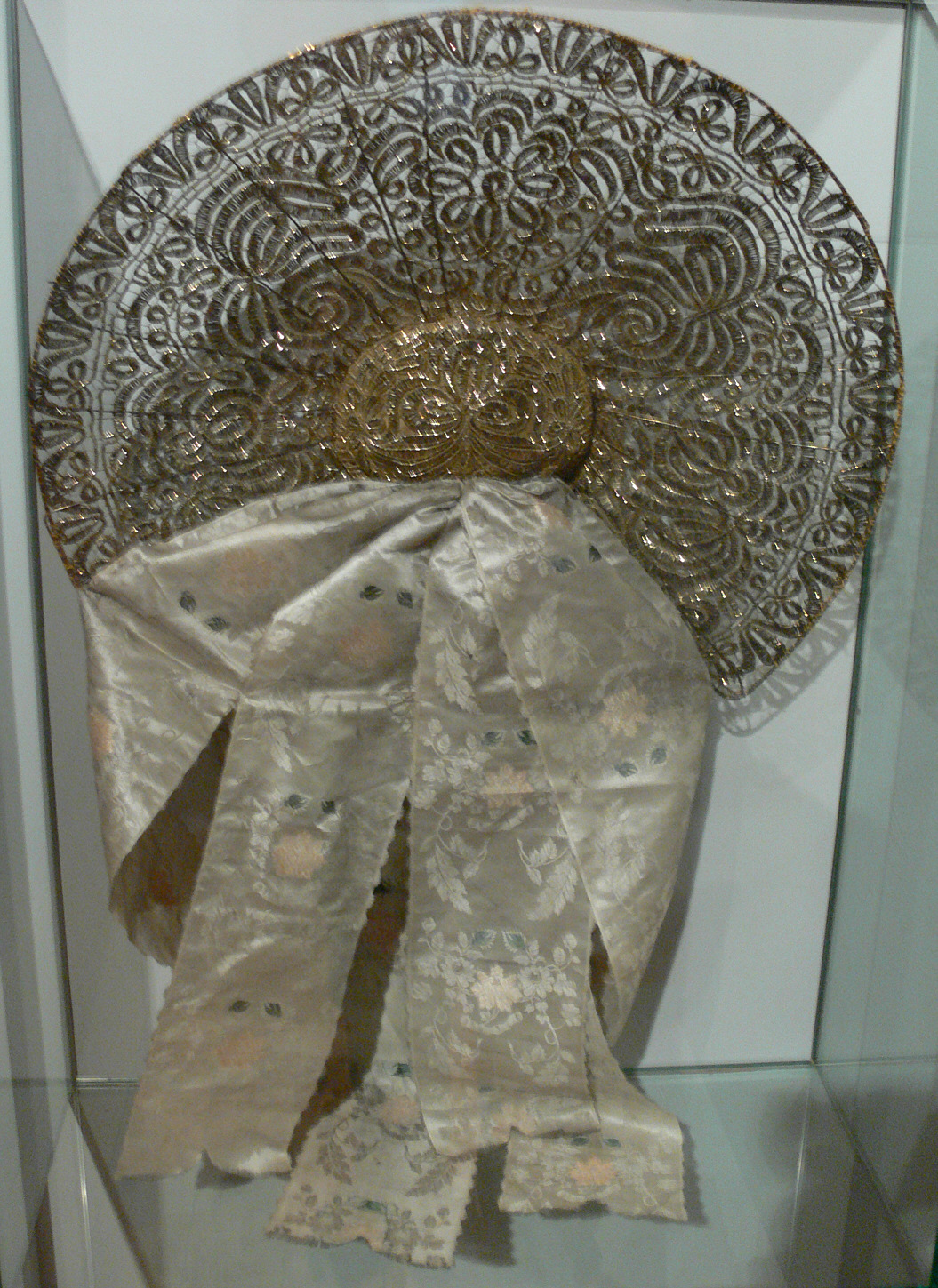

„Skoro v celém okrese (Znojmo) nosívali němečtí sedláci střevíce s přeskami, boty s kápěmi, jež se vyhrnovaly až nad kolena, bílé nebo modré punčochy, po kolena sahající žluté (také černé) koženky se širokým puntem, manšestrovou vestu s řadou velikých „bumbeláků" (olověných knoflíků), světlemodrý po stranách rozstřižený kratší kabát na všední den a jiný téže barvy a téhož střihu, ale delší na neděli do kostela, s rukávy u rukou rozstřiženými a dvěma knoflíky na zapínání, černý šátek okolo krku, široký plstěný klobouk a pod ním černou noční čepici (Nachthaube). Ženské nosily nízké vystřižené střevíce, černé nebo namodralé sukně, modré fěrtochy, hedbávím i zlatem vyšívané korduly, košile s baňkami na ramenou, na hlavách skvostné čepce, často velmi drahocenné (až po 100 zl). Celkem byl kroj úhledný, trvanlivý, ale barev pochmurných, v nichž až do dneška zachovala se záliba, neboť i nyní nosí ženské po většině šaty tmavé.”
F.V. Peřinka, Vlastivěda Moravská, Vranovský okres, 1906